# 1947年日本

## 政府

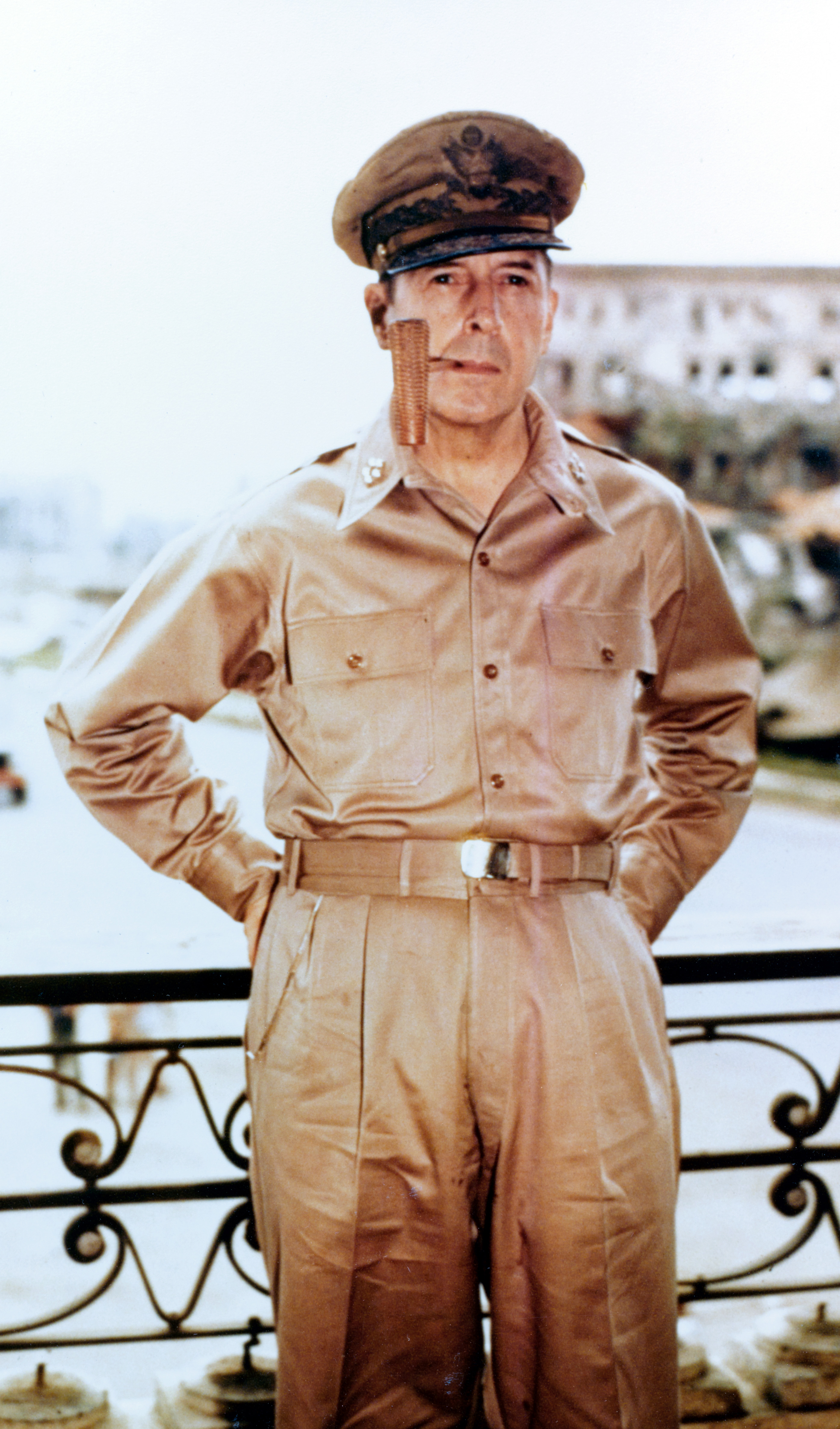
駐日盟軍總司令：道格拉斯·麦克阿瑟
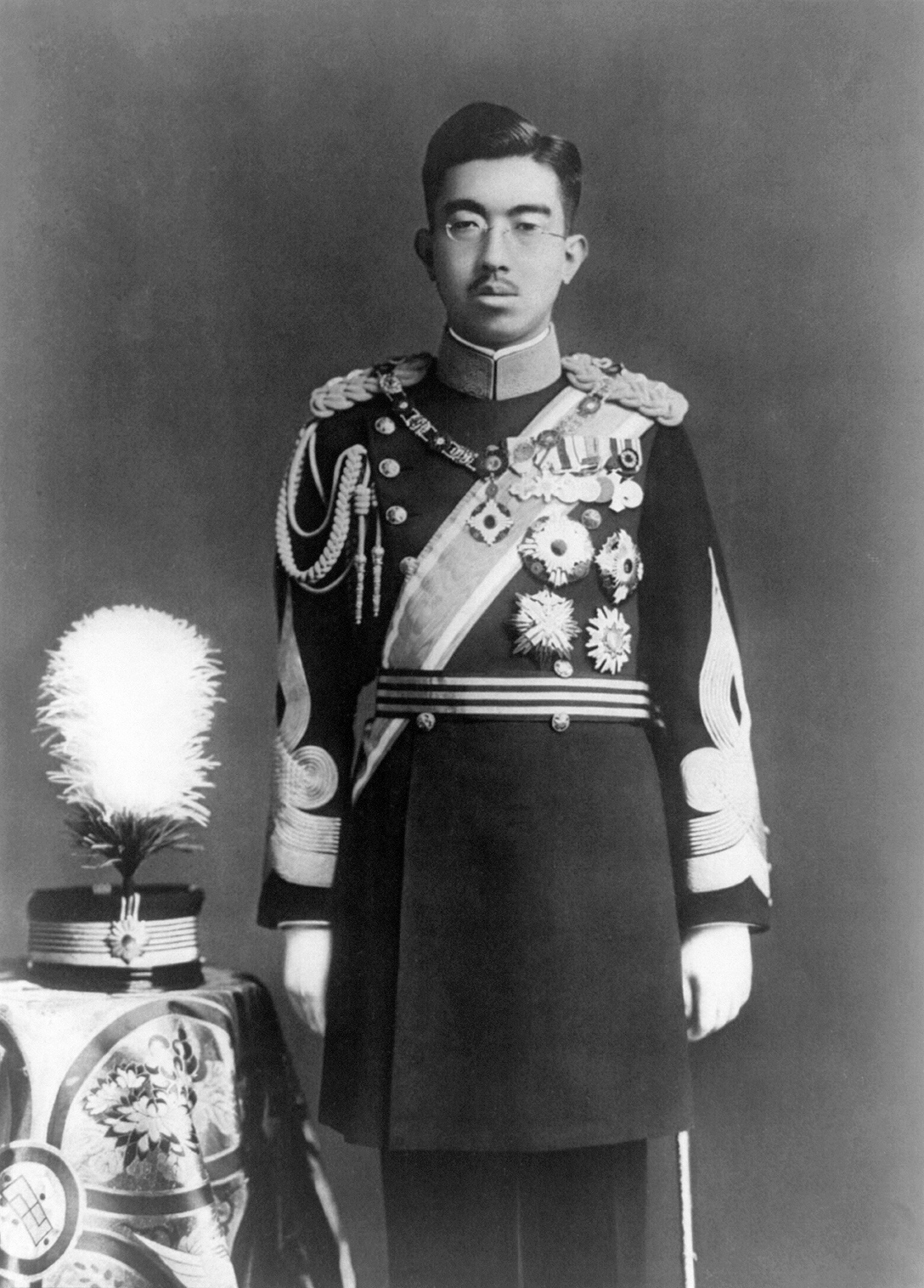
天皇：昭和天皇
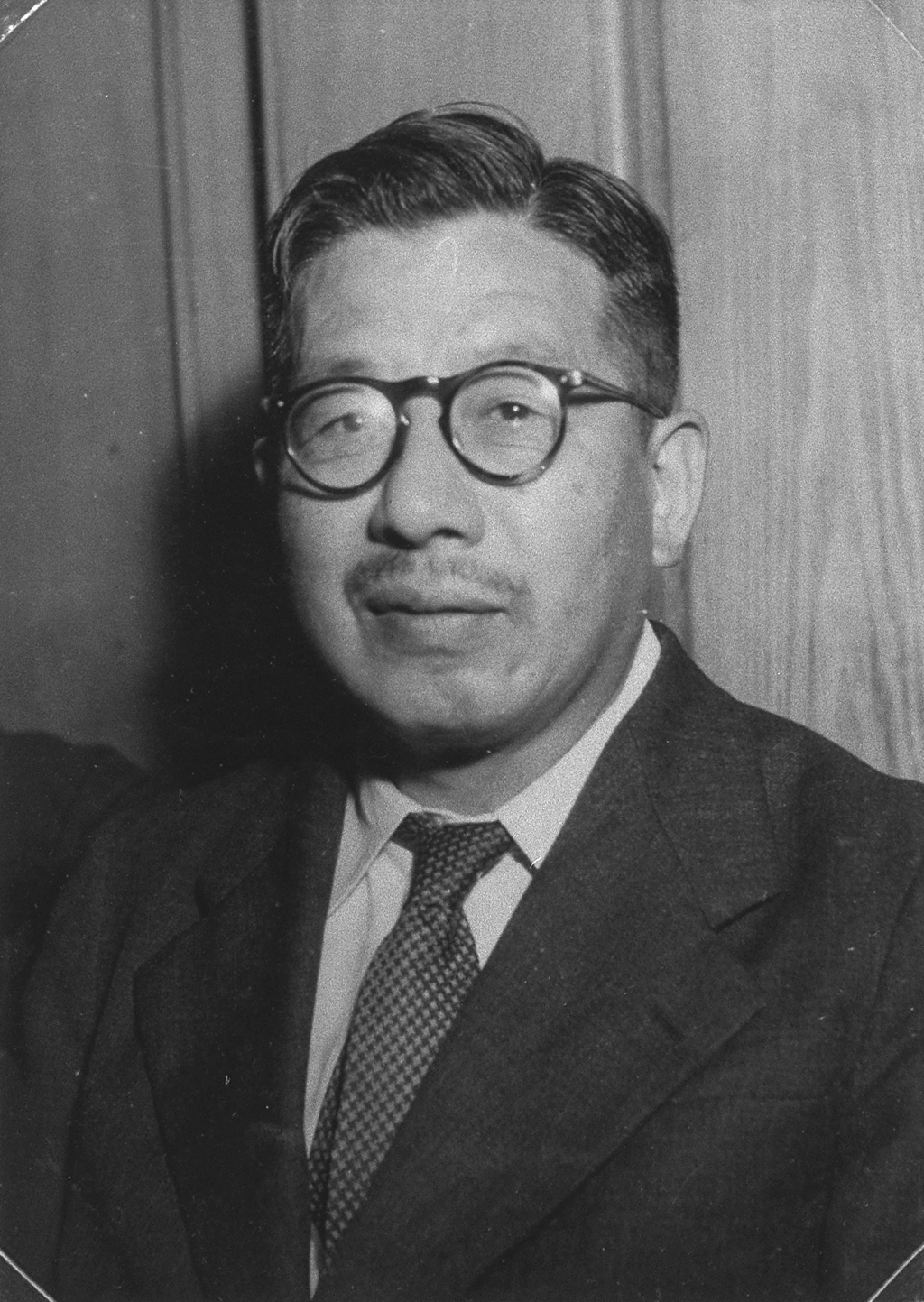
內閣總理大臣：片山哲
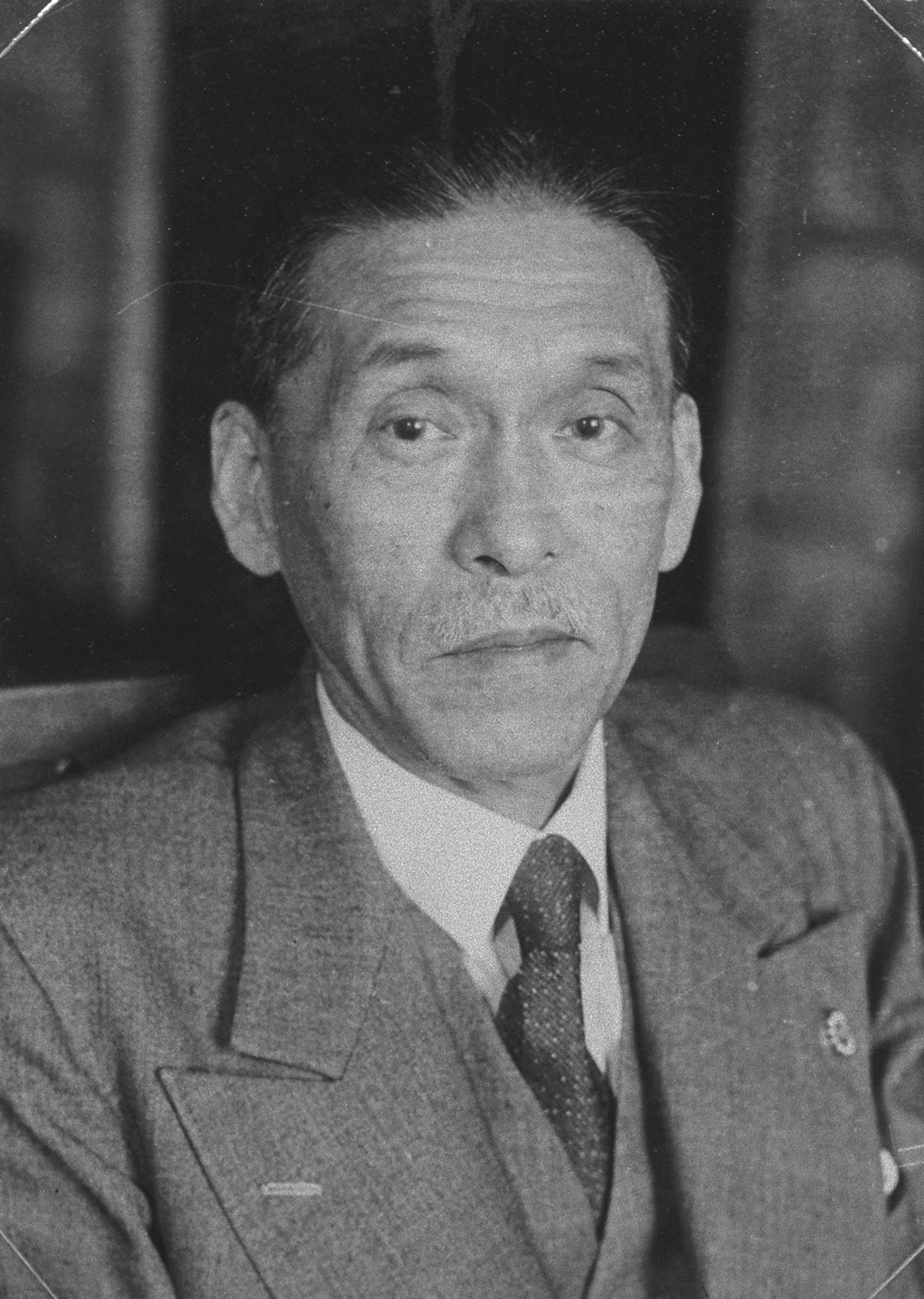
副總理：芦田均
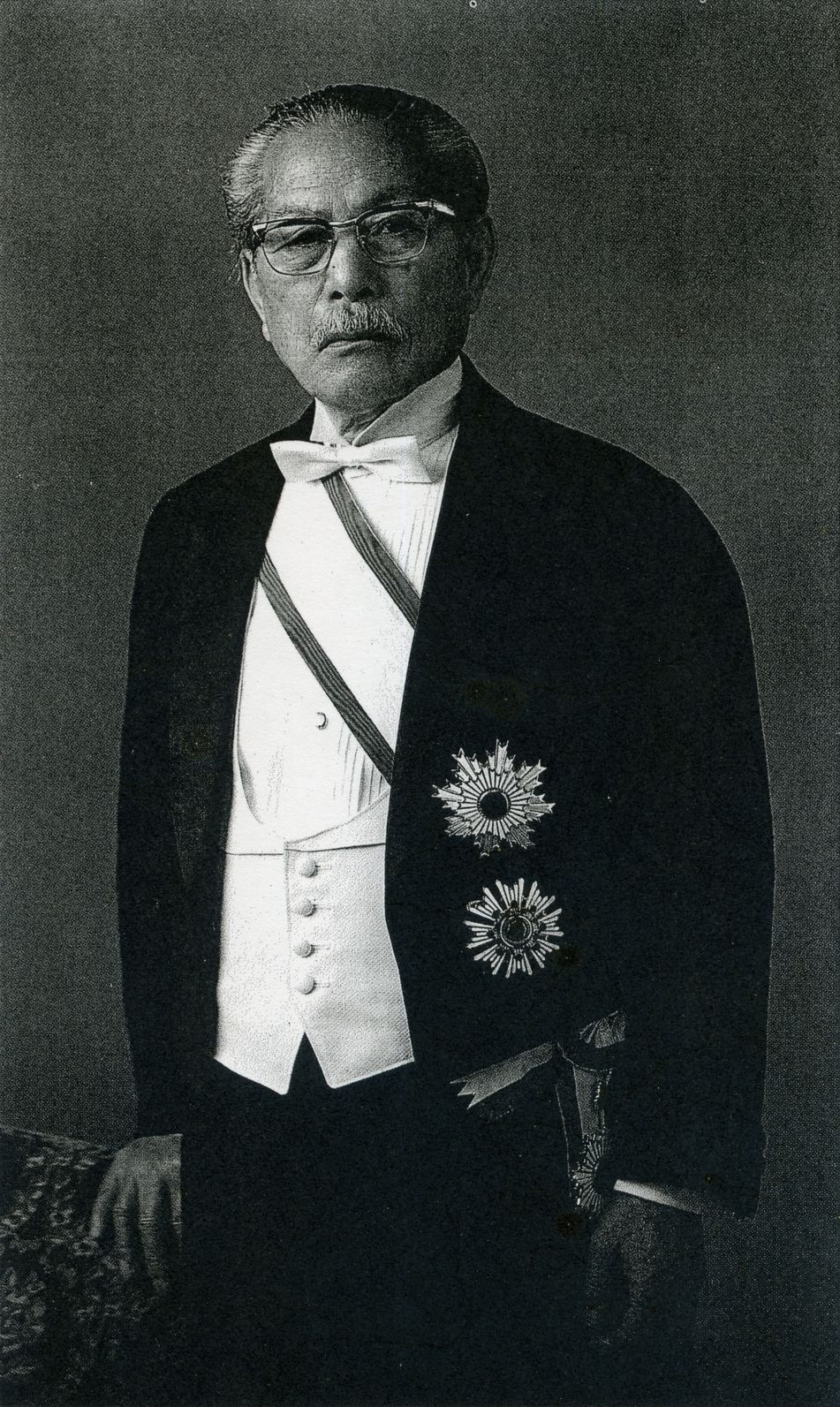
内阁官房长官：西尾末廣
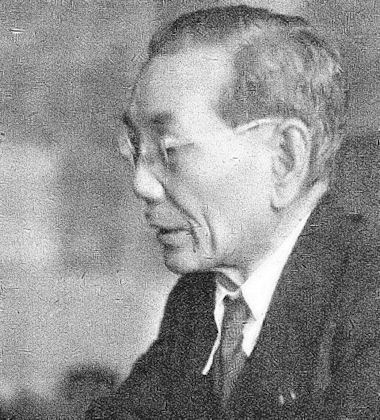
眾議院議長：松岡駒吉
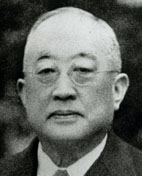
參議院議長：松平恒雄

### 成員變動

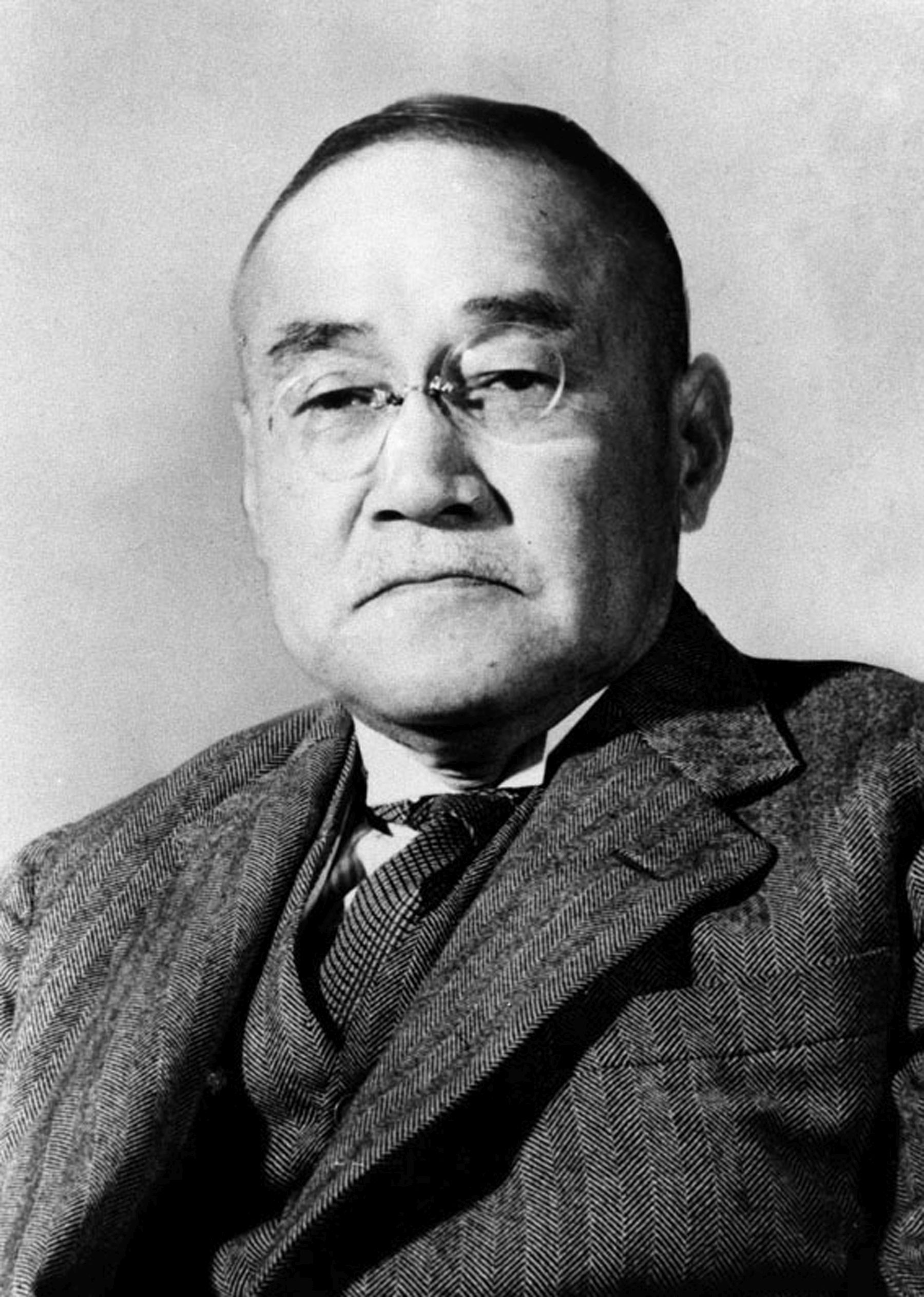
內閣總理大臣：吉田茂（內閣總辭）
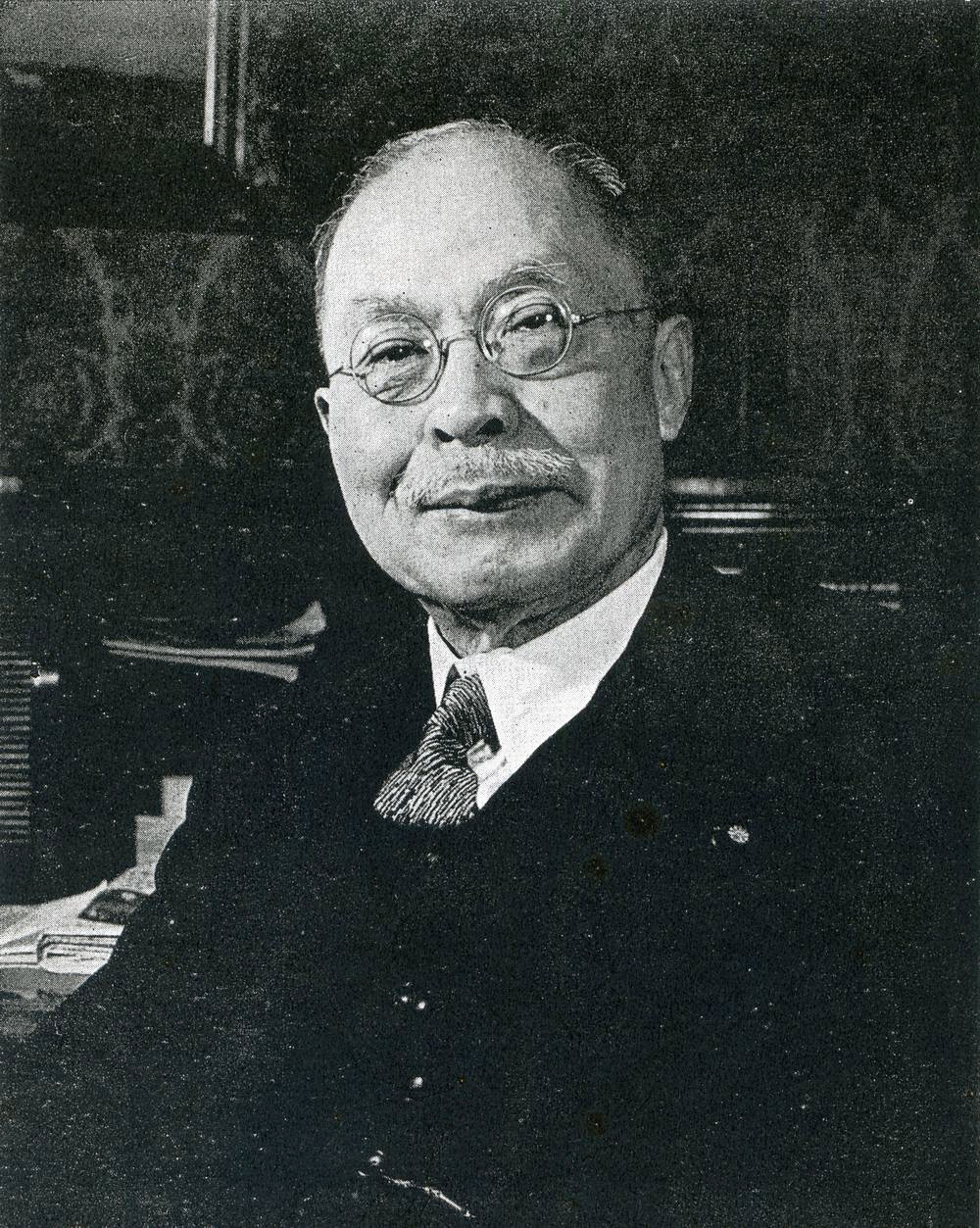
副總理：幣原喜重郎
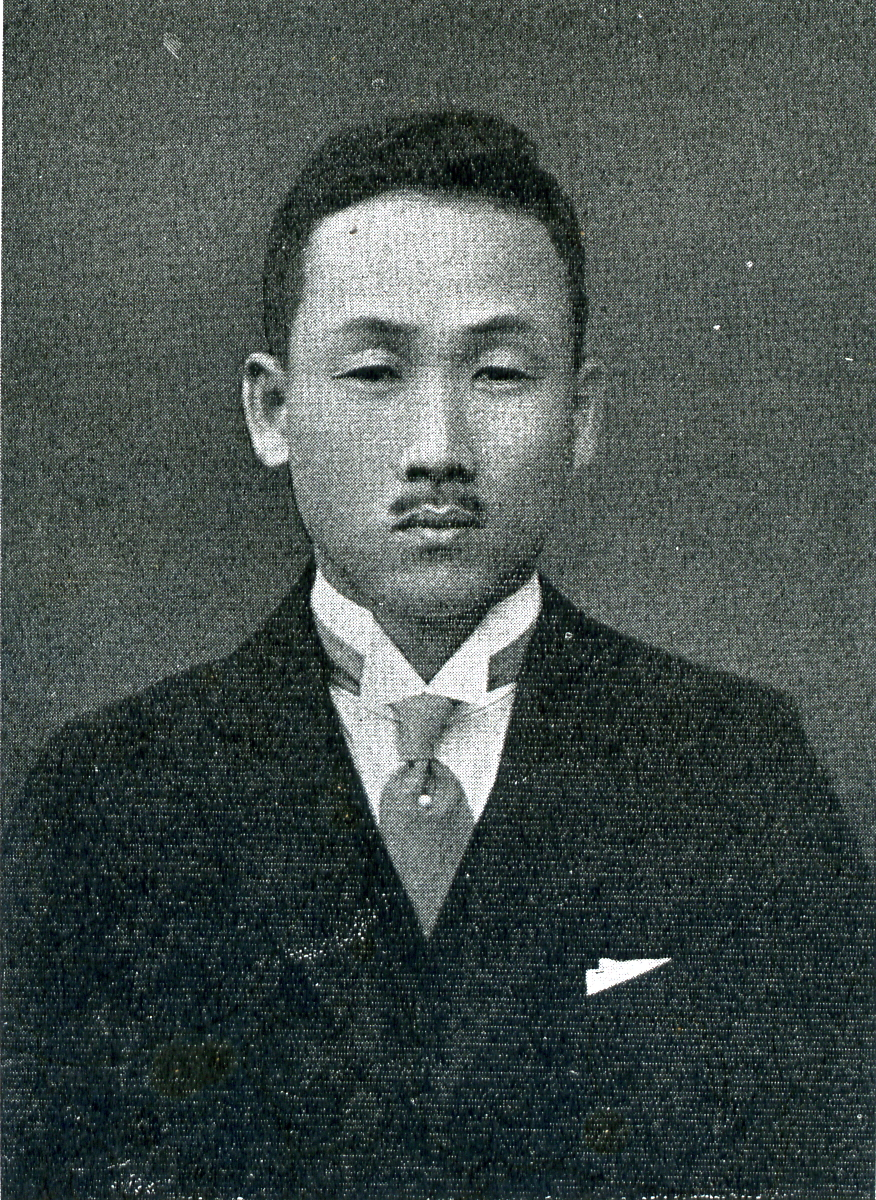
內閣官房長官：林讓治
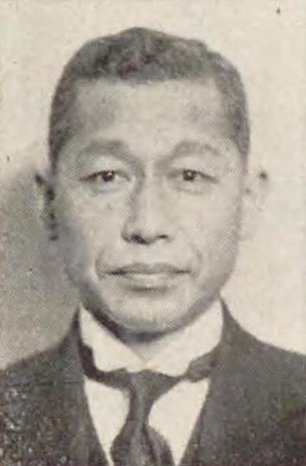
眾議院議長：山崎猛

## 大事記

### 8月
- 8月4日：日本最高的司法機關最高裁判所設立。

### 12月
- 12月4日：帝國圖書館、帝国学士院、帝国藝術院更名並改制為国立圖書館、日本学士院、日本藝術院

## 出生
- 1月18日——北野武，日本电影导演、演员。

## 逝世
- 3月27日——田中久一，日本軍人，前台灣軍參謀長、前香港總督。（1888年出生）
- 4月26日——谷壽夫，日本軍人，南京大屠殺主要責任人。（1882年出生）
- 12月30日——橫光利一，日本小說家（1898年出生）